# Khamphoui
Khamphoui (Luang Prabang, 12 luglio 1912 – Sop Hao, 1982) è stata una regina laotiana.
Regina del Regno del Laos, moglie di Sisavang Vatthana, il secondo (e ultimo) re del Laos, fu arrestata con il resto della sua famiglia e, secondo quanto riferito, morì in un campo di rieducazione nel 1982.

## Primi anni di vita
Nacque da Chao Krum Mahasenapati e Khamoune, a Luang Phrabang, allora capitale del Regno di Luang Phrabang (ora parte del Laos ) nell'Indocina francese, il 12 luglio 1912. Il 7 agosto 1930 sposò Sisavang Vatthana ed ebbero cinque figli: il principe ereditario Vong Savang, la principessa Savivanh, la principessa Thala, il principe Sisavang e il principe Sauryavong.

## Regina del Laos
Come regina consorte del Laos (dalla fine dell'ottobre 1959), lei con suo marito partecipò a eventi e cerimonie pubbliche e prese sul serio il proprio ruolo. Suo marito fu costretto ad abdicare al trono il 2 dicembre 1975 e lei fu arrestata nel 1977 insieme all'ex re e alla sua famiglia. Secondo quanto riferito, morì nel 1982 in un campo di concentramento nel nord del Laos insieme a suo marito e al figlio il principe ereditario Vong Savang in un "campo di rieducazione " comunista, probabilmente intorno a Sop Hao.